# Снег в Аржантёе
«Снег в Аржантёе» (фр. Rue sous la neige, Argenteuil) — пейзажная картина французского художника-импрессиониста Клода Моне, написанная маслом на холсте.
Это самая крупная из серии не менее чем восемнадцати работ Моне, изображающих его родную коммуну Аржантёй, когда она находилась под снежным покровом зимой 1874—1875 годов. Внимание к деталям, очевидное в небольших картинах серии, менее заметно в этой более крупной картине. Вместо этого Моне изобразил большие участки холста в синих и серых тонах. Нанесение более мелких мазков зеленого, желтого, красного и темно-синего цветов разбивает эти большие пространства, а почти хореографическое распределение этих различных цветов помогает связать изображение воедино. Краска на изображенном дорожном покрытии толще, чем на других участках картины, а импасто создает ощущение потревоженного снега.
Большинство картин этой серии были написаны недалеко от дома на бульваре Сен-Дени (ныне бульвар Карла Маркса, 21), в который Моне и его семья только что переехали. На этой конкретной картине изображён вид бульвара Сен-Дени в направлении перекрёстка с улицей де ла Вуа-де-Бан.
В декабре 1879 года картина была приобретена у Моне коллекционером Теодором Дюре. После чего картина была приобретена у Дюре аукционным домом Goupil & Cie из Парижа в 1892 году, затем Харрисом Уиттемором из Ногатука, Коннектикут, в 1893 году. Acquavella Galleries из Нью-Йорка приобрела картину в начале 1970-х годов, а затем ее купил Саймон Сейнсбери примерно в 1973 году. В 2006 году он завещал ее Лондонской национальной галерее.